# فهرست شخصیت‌های جنگ و صلح
این فهرستی از شخصیت‌های رمان جنگ و صلح اثر لئو تولستوی است‌ که در سال ۱۸۶۹ منتشر شد.

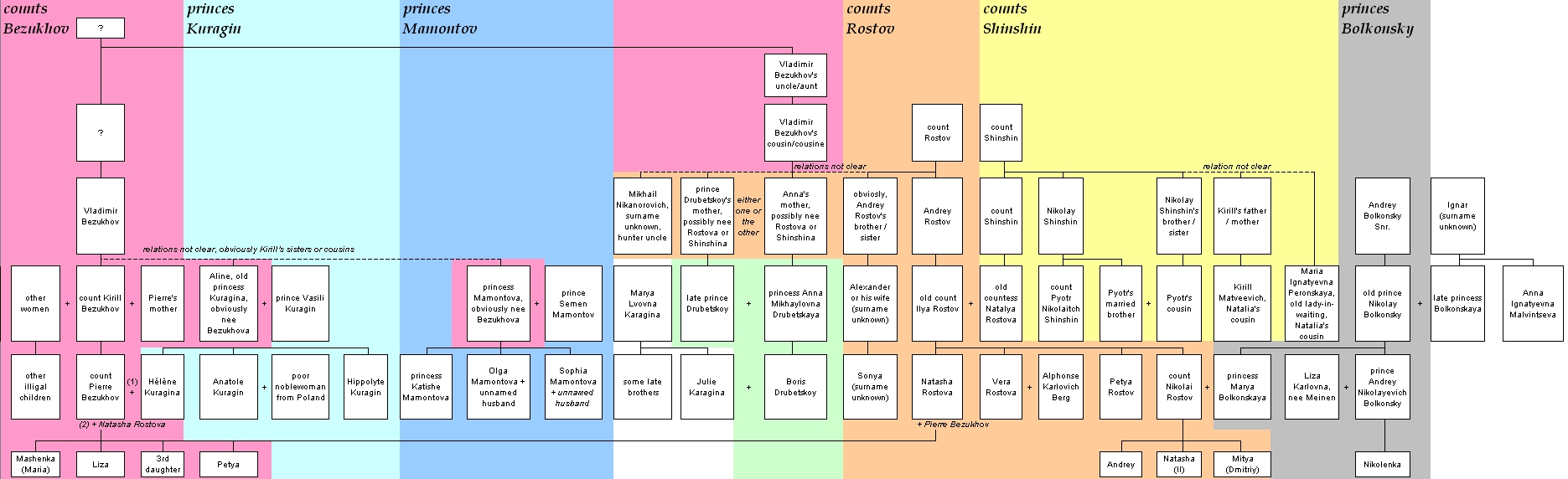
پیوند‌های خانوادگی بین خانواده های اصلی در رمان

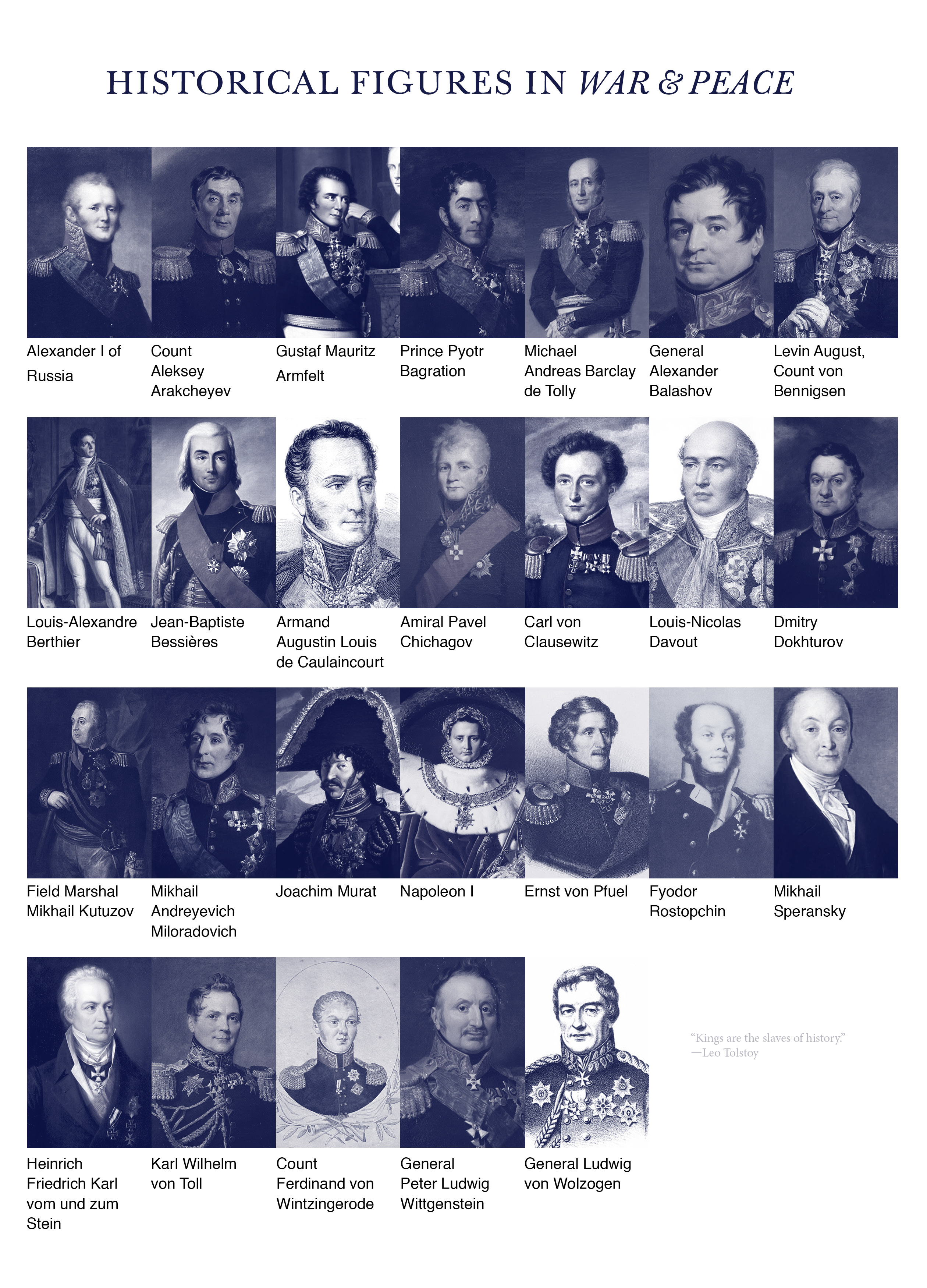
شخصیت‌های تاریخی ذکر شده در رمان

## الف
- ماریا دمیتریونا آخروسیموا – آشنای کنت روستوف
- یوهان هاینریک وون اشمیت (۱۷۴۳‐۱۸۰۵) – ژنرال اتریشی که در نبرد دورنشتاین کشته شد.
- الکسی اراکچایف (۱۷۶۹‐۱۸۳۴) – وزیر جنگ
- الکساندر یکم، امپراتور روسیه (۱۷۷۷‐۱۸۲۵) – امپراتور روسیه
- الیزابت الکسی یوونا (۱۷۷۹‐۱۸۲۵) – ملکه روسیه

## ب
- الکساندر بالاشوف (۱۷۷۰‐۱۸۳۷) – ژنرال آجودان در حضور تزار
- پرنس آندری نیکلایویچ بالکونسکی – پسر پرنس نیکلای بالکونسکی
- پرنسس الیزابتا کارلوونا بالکونسکایا – همسر آندری بالکونسکی، به آن «پرنسس کوچک» نيز می‌گويند.
- بیلیبین – دیپلمات روسی در اتریش
- پیوتر باگراتیون (۱۷۶۵‐۱۸۱۲) – ژنرال روسی، که توسط تولستوی «قهرمان قهرمانان» نامیده شد.
- کارل گوستاو ون باگووت (۱۷۶۱‐۱۸۱۲) ژنرال روسی، کشته شده در نبرد تاروتینو
- مادموازل بوری‌ین – ندیمه پرنسس ماریا بالکونسکایا
- پرنسس ماریا بالکونسکایا – دختر پرنس نیکلای بالکونسکی و خواهر پرنس آندری بالکونسکی
- ناپلئون بناپارت (۱۷۶۹‐۱۸۲۱) – امپراتور فرانسه
- پرنس نیکلای آندریویچ بالکونسکی – پدر پرنس آندری بالکونسکی و پرنسس ماریا بالکونسکایا، در جوانی یک افسر برجسته بود.
- کنت کریل ولادیمیرویچ بروخوف – پدر پیر بزوخوف و اشراف‌زاده بسیار ثروتمندی که در دربار کاترین دوم خدمت می‌کرد.
- پیر بزوخوف – پسر نامشروع کنت بزوخوف

## ت
- سروان توشین – افسر توپخانه

## د
- پرنسس آنا میخاییلونا دروبتسکایا – دوست کنتس روستوا
- بوریس دروبتسکوی – پسر پرنسس آنا میخاییلونا دروبتسکایا
- مسیو دسال – معلم سوئيسی پسر  پرنس آندره بالکونسکی
- واسیلی دنیسوف – دوست‌ و مافوق نیکلای روستوف
- فئدور ایوانوویچ دولوخف – دوست آناتول کوراگین
- ماریا ایوانونا دولوخوا – مادر فئدور دولوخف
- لوئی-نیکولاس داووت (۱۷۷۰‐۱۸۲۳) – مارشال فرانسوی

## ر
- نیکلای راوسکی (۱۷۷۱‐۱۸۲۹) – ژنرال روسی
- ژان رپ (۱۷۷۱‐۱۸۲۱) – آجودان ناپلئون در بورودینو
- فیودور روستوپچین (۱۷۶۳‐۱۸۲۶) – شهردار مسکو
- کنت ایلیا روستوف – پدر خانواده روستوف
- پتیا روستوف – کوچک‌ترین پسر خانواده روستوف
- سونیا روستوا – خواهرزاده کنت روستوف
- ناتاشا روستوا – کوچک‌ترین دختر خانواده روستوف
- کنتس ناتالیا روستوا – همسر کنت روستوف
- نیکلای روستوف – بزرگ‌ترین پسر خانواده روستوف
- ورا روستوا – بزرگ‌ترين دختر خانواده روستوف

## ش
- آرشیدوک شارل، دوک تشن (۱۷۷۱‐۱۸۴۷) – یک فیلد مارشال اتریشی و پسر سوم لئوپولد دوم، امپراتور مقدس روم
- آنا پاولونا شرر – ندیمه ملکه مادر، ماریا فئودوروونا

## ف
- ماریا فئودوروونا (۱۷۵۹‐۱۸۲۸) – ملکه روسیه، مادر الكساندر یکم، امپراتور روسیه
- فرانتس دوم (۱۷۶۸‐۱۸۳۵) – امپراتور مقدس روم

## ک
- پلاتون کاراتایف –
- ژولی کاراگینا – دوست پرنسس ماریا بالکونسکایا
- ماریا لوونا کاراگینا – مادر ژولی کاراگینا
- میخائیل کوتوزوف (۱۷۴۵‐۱۸۱۳) – ژنرال روسی که در سراسر کتاب حضور دارد.
- آناتول کوراگین – پسر واسیلی کوراگین
- ایپولیت کوراگین – پسر بزرگ واسیلی کوراگین
- هلن کوراگینا – دختر واسیلی کوراگین
- پرنس واسیلی سرگیویچ کوراگین – به فرانسوی بازیل - برادر خانم بزوخوف، دایی کاتیش
- کاتیش (کاترینا سمیونونا) - دختر بزوخوف

## ی
- الکسی پترویچ یرمولوف (۱۷۷۷‐۱۸۶۱) – ژنرال روسی